# Giàng Chu Phìn
Giàng Chu Phìn là một xã thuộc huyện Mèo Vạc, tỉnh Hà Giang, Việt Nam.

## Địa lý
Xã Giàng Chu Phìn có vị trí địa lý:
- Phía đông, bắc giáp xã Xín Cái
- Phía tây giáp thị trấn Mèo Vạc và xã Pả Vi
- Phía nam giáp xã Cán Chu Phìn

Xã Giàng Chu Phìn có diện tích 27,23 km², dân số năm 2019 là 5.090 người, mật độ dân số đạt 187 người/km²
Sông Nho Quế tạo thành toàn bộ đường ranh giới tự nhiên phía bắc và phía đông của xã Giàng Chu Phìn với xã Xín Cái. Quốc lộ 4C chạy qua địa bàn xã Giàng Chu Phìn và vượt sông Nho Quế bằng cầu Tràng Hương.

## Hành chính
Xã Giàng Chu Phìn được chia thành 12 thôn: Tía Chí Đơ, Cá Ha, Hố Quáng Phìn, Đề Lảng, Hấu Chua, Cán Chúa Đớ, Dỉ Chủa Phàng, Há Đề, Nia Do, Tràng Hương, Tìa Cua Xi, Há Cá Thình.

## Lịch sử
Trước đây, Giàng Chu Phìn là một xã thuộc huyện Đồng Văn.
Ngày 15 tháng 12 năm 1962, Hội đồng Chính phủ ban hành Quyết định số 211-CP về việc thành lập huyện Mèo Vạc trên cơ sở tách xã Giàng Chu Phìn thuộc huyện Đồng Văn.